# NGC 5741
NGC 5741 é uma galáxia elíptica (E) localizada na direcção da constelação de Libra. Possui uma declinação de -11° 54' 49" e uma ascensão recta de 14 horas, 45 minutos e 51,6 segundos.
A galáxia NGC 5741 foi descoberta em 1886 por Frank Leavenworth.